# Andersonův ostrov (Washington)
Andersonův ostrov je nejjižnější ostrov v Pugetově zálivu a část okresu Pierce v americkém státě Washington. Je přístupný lodí nebo trajektem z města Steilacoom a leží kousek jižně od McNeillova ostrova. Na severozápad od něj, jen přes Draytonův průliv, leží Klíčový poloostrov, na jihovýchod i jihozápad je pevnina.

## Geografie
Andersonův ostrov má rozlohu 20,1 km² a při sčítání obyvatel v roce 2000 zde žilo zhruba 900 obyvatel. Odhadovaný počet obyvatel v roce 2007 byl 1 135. Ostrov je již od šedesátých let minulého století oblíbeným bydlištěm důchodců, průměrný věk jeho obyvatel je 54 let. Každé léto se populace dočasně zvýší na zhruba čtyři tisíce. Žije na něm také dost jelenů.

## Historie
V roce 1941 ostrov pojmenoval Charles Wilkes, který se při své expedici dočkal příjemného přivítání ve Fort Nisqually od pana Andersona a kapitána McNeilla, kteří mu také pomohli s expedicí, což jim oplatil pojmenováním dvou ostrovů po nich.
V roce 1870 osídlili ostrov jako první Evropané Dánové Andrew N. Christensen a jeho bratr Christian F. a žena prvně jmenovaného se zasloužila o rozvoj ostrova. Christian F. byl ale jediný z bratrů, kdo žil na ostrově permanentně. Hlavním zdrojem peněz byl prodej dřeva dřevo spalujícím parníkům, které připluly do Amsterdamské zátoky na západě ostrova. Další raná průmyslová odvětví byla cihlářství, farmaření a rybaření.
Potřeby obyvatel uspokojuje jediný obchod se smíšeným zbožím, který provozuje doktor a paní Lakeovi ze Steilacoomu.
V roce 2004 zakoupila realitní společnost National Recreational Properties, Inc. z Irvinu v Kalifornii více než sto opuštěných pozemků na ostrově za cenu od čtyř do sedmi tisíc dolarů. Společnost natočila teleshopping a prodala pozemky podnikatelům především z Kalifornie. Obyvatelé ostrova odhadují, že budou pozemky prodávány za asi 25 tisíc dolarů. Později bylo koupeno dalších 300 pozemků, které byly prodány za 40 tisíc dolarů.

## Trajekt
Jediný přístup na ostrov nabízí trajekt mezi Steilacoomem, Andersonovým ostrovem a Kittsonovým ostrovem a provozuje ho okres Pierce County, jehož je to jediná trajektová trasa. V lednu 2007 posílil zdejší flotilu trajekt Steilacoom II, který nyní operuje bok po boku stárnoucímu trajektu Christine Anderson. Trajekt vyplouvá mnohokrát denně, nejprve v 5:45 ráno a naposledy ve 20:00 večer a v pátek, sobotu a neděli až ve 22:30 večer.

## Ostatní
Místní děti mohou navštěvovat školu na ostrově až do páté třídy, poté musí dojíždět za vzděláním na pevninu. Elektřinu zde poskytuje společnost Tanner Electric Co-op, která sem zavádí el. proud podvodním kabelem z jihozápadu z pevniny. Policejní služby zajišťuje kancelář šerifa okresu Pierce. Ostrov také obsluhuje měsíčník The Island Sounder, obyvatelé si mohou také předplatit tacomský deník The News Tribune.